# Хофштадтер, Роберт
Роберт Хофштадтер (также Хофсте́дтер англ. Robert Hofstadter; 5 февраля 1915 — 17 ноября 1990) — американский физик-экспериментатор, член Национальной академии наук США (1958), лауреат Нобелевской премии по физике 1961 года «За основополагающие исследования по рассеянию электронов на атомных ядрах и связанные с ними открытия в области структуры нуклонов». Отец Дугласа Хофштадтера.

## Биография
Родился в семье еврейских эмигрантов из Царства Польского. Отец, Луис Хофштадтер (1881—1949), уроженец Кракова, служил приказчиком, затем стал хозяином магазина сигар; мать, Генриетта Кёнигсберг (1882—1951), была домохозяйкой.
Окончил Принстонский университет в 1938 году, где работал в 1946—1950 годах. С 1950 года работал в Стэнфордском университете, в должности профессора с 1954 года и директора лаборатории физики высоких энергий в 1967—1974 годах.
Работы посвящены ядерной физике и ядерной технике, физике высоких энергий. Принимал участие в создании большого генератора Ван де Граафа. В 1950-х годах получил количественную информацию о распределении электрического заряда и магнитного момента внутри нуклона и о размерах нуклона. В 1957 году определил зарядовый и магнитный формфакторы протона, в 1958 году — магнитный формфактор нейтрона.